# Alarmierungssysteme der Feuerwehr
Alarmierungssysteme der Feuerwehr dienen dem Zusammenrufen von Einsatzkräften der Feuerwehr durch die Leitstelle, nachdem bei dieser ein Notruf eingegangen ist. Diese Alarmierungssysteme werden teilweise auch für andere Katastrophenschutzeinheiten, wie das Technische Hilfswerk, Schnelleinsatzgruppen oder auch für den Rettungsdienst verwendet.

## Funkalarmierungssysteme

### Stiller Alarm
Eine verbreitete Methode ist die „stille Alarmierung“ von Einsatzkräften über tragbare Funkmeldeempfänger (FME, DME, Funkalarmempfänger FAE, auch Pager, Melder, Piepser oder Pieper). Im Einsatzfall werden diese FME, welche die Feuerwehrdienstleistenden bei sich tragen, durch die Leitstelle ausgelöst. Nach der althergebrachten analogen Alarmierung und dem darauffolgenden Signalton des Funkmeldeempfängers erfolgt seitens der alarmierenden Stelle eine kurze Durchsage, um welche Art von Einsatz es sich handelt. So wird beispielsweise bei den Integrierten Leitstellen in Bayern mit der Leitstellen-Software „ELDIS III By“ (ELDIS = Elektronisches Leitstellen-Dispositions- und Informationssystem) alarmiert.
In Deutschland ist das System innerhalb des BOS-Funks, also auch bei der Feuerwehr, bundesweit standardisiert, wobei zurzeit ein Generationenwechsel von bisherigen, analogen Funknetzen hin zur modernen, digitalen Übertragung stattfindet. In Österreich ist ein digitales Netz im Aufbau befindlich (siehe Funksystem der BOS in Österreich).

### Sirenenalarmierung

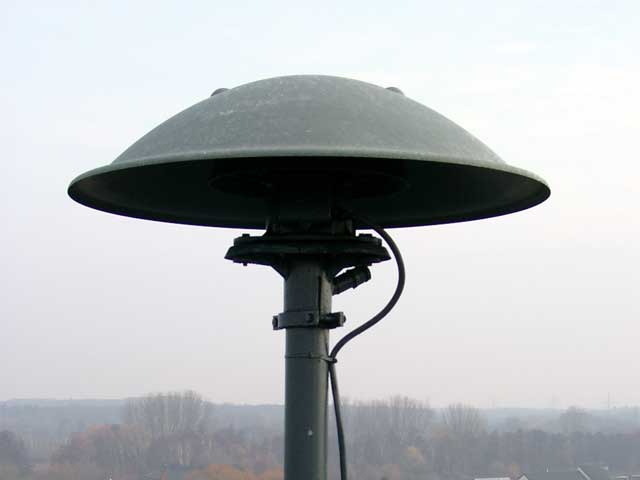
Eine Sirene

Eine zweite Methode ist die laute Alarmierung über eine oder mehrere im Ort installierte Sirenen, welche auch zur Warnung der Bevölkerung im Verteidigungsfall, bei Unwetter- oder Umweltkatastrophen eingesetzt werden können. Allerdings verfügen in Deutschland nur noch rund 16 Prozent der Kommunen über Sirenen, die Anfang der 1990er Jahre nach Ende des Kalten Kriegs im städtischen Bereich weitestgehend abgebaut wurden („White Paper BOS-Alarmierung“). Bei Feuerwehren, die nicht oder nicht vollständig mit Funkmeldeempfängern ausgestattet sind, ist die Sirenenalarmierung noch verbreitet. Allerdings ist auch hier die Entwicklung hin zur stillen Alarmierung zu beobachten. Die Gründe hierfür sind vielfältig: Zum einen ist über die Sirenenalarmierung keine gezielte Alarmierung von einzelnen Kräften möglich (z. B. einzelne Gruppen einer Feuerwehr bei kleinen Einsätzen ohne großen Personalbedarf, nur Kräfte mit spezieller Ausbildung etc.), zum anderen können nur Einsatzkräfte per Sirene alarmiert werden, welche sich auch in deren akustischer Reichweite befinden. Die akustische Reichweite wiederum ist stark schwankend und von Windrichtung und Wetterlage abhängig und reicht von wenigen hundert Metern bis hin zu vielen Kilometern. Auch hat sich in der Vergangenheit immer wieder gezeigt, dass eine laute Alarmierung durch Sirenen zahlreiche Schaulustige an die Einsatzstelle lockt, welche die Rettungskräfte bei ihrer Arbeit oftmals behindern; zudem besteht die Gefahr einer Verwechslung mit Alarmsignalen, die zur Warnung der gesamten Bevölkerung erfolgen.
Die Sirenen werden von der Leitstelle über Funk, ebenso wie die Funkmeldeempfänger, durch eine 5-stellige Tonfolge oder einen Radio Identification Code ausgelöst. In einigen wenigen Fällen erfolgt die Auslösung auch noch über eine Telefonleitung. Teilweise ist auch ein Auslösen der Sirene per Druckknopfmelder möglich, der am Feuerwehrhaus angebracht ist. Nach Auslösen des Druckknopfmelders hat der Alarmgebende unbedingt vor Ort zu bleiben, um der Feuerwehr den Alarmgrund mitzuteilen. 
Siehe auch
- Sirenensteuerung
- Sirenensignale in Deutschland und Österreich
- Sirenensignale in der Schweiz

### Alarmierung per Funk
Unter bestimmten Umständen kann die Leitstelle eine Einheit direkt über BOS-Funk alarmieren, z. B. wenn sich ein Fahrzeug bei der Leitstelle als auf Empfang befindlich angemeldet hat. Dies ist beispielsweise bei Übungen und Dienstfahrten der Fall.

### Alarmierung per Telefon
Diese Möglichkeit der Alarmierung kommt bei Kleineinsätzen in Betracht, z. B. bei kleinen technischen Hilfeleistungen, die nicht dringend erledigt werden müssen und nur wenige Einsatzkräfte erfordern. Die Leitstelle setzt sich in solchen Fällen oft mit der zuständigen Führungskraft telefonisch in Verbindung, welche die benötigten Kräfte wiederum telefonisch zusammenruft.
Eine weitere Möglichkeit ist die Alarmierung per Mobiltelefon. Im Alarmierungssystem werden hierfür die Handynummern der Einsatzkräfte einer Feuerwehr eingespeichert. Im Alarmierungsfall ruft der hierfür Berechtigte mit Eingabe einer PIN das Alarmierungssystem an und spricht die Einsatzmeldung auf eine Sprachbox. Alternativ besteht die Möglichkeit einer Alarmierung durch die Leitstelle mittels E-Mail. Das System beginnt dann sofort damit, sämtliche in der Gruppe gespeicherten Rufnummern gleichzeitig anzuwählen und den Teilnehmern somit die Einsatzmeldung zu übermitteln. Dabei wird der Anruf mehrere Male hintereinander wiederholt, sollte einer der Teilnehmer nicht sofort reagieren.
Nach dem Abspielen der Einsatzmeldung hat jeder Teilnehmer per Tastendruck seinen Status durchzugeben. Hierbei ist 1 = „Sofortige Einsatzbereitschaft“, 2 = „Spätere Einsatzbereitschaft“ – hierbei wird der Teilnehmer nach der voraussichtlichen Dauer bis zur Einsatzbereitschaft gefragt, dies ist auch per Tastendruck einzugeben – und 3 = „Nicht Einsatzbereit“. Der Wehrführer, Gruppenführer etc. erhält im Anschluss diese Statusmeldungen übermittelt und kann dadurch bereits im Vorfeld seine Leute entsprechend einplanen.
Die Teilnehmer können sich selbst bei längerer Abwesenheit im System ein- oder ausbuchen.
Dieses System bietet viele Vorteile gegenüber der Alarmierung durch Funkmeldeempfänger etc. und findet immer größere Verbreitung.
Bei einer Alarmierung durch die Leitstelle besteht außerdem die Möglichkeit, eine SMS mit genaueren Einsatzinformationen zu verschicken, welche auch auf entsprechenden digitalen Meldeempfängern erscheint.
In manchen österreichischen Bundesländern ist eine Telefonalarmierung über die Landeswarnzentrale möglich, automatisch zur Sirene wird zusätzlich per Telefon, welches ein Tonband abspielt, alarmiert.

## Systeme zur Verfügbarkeit

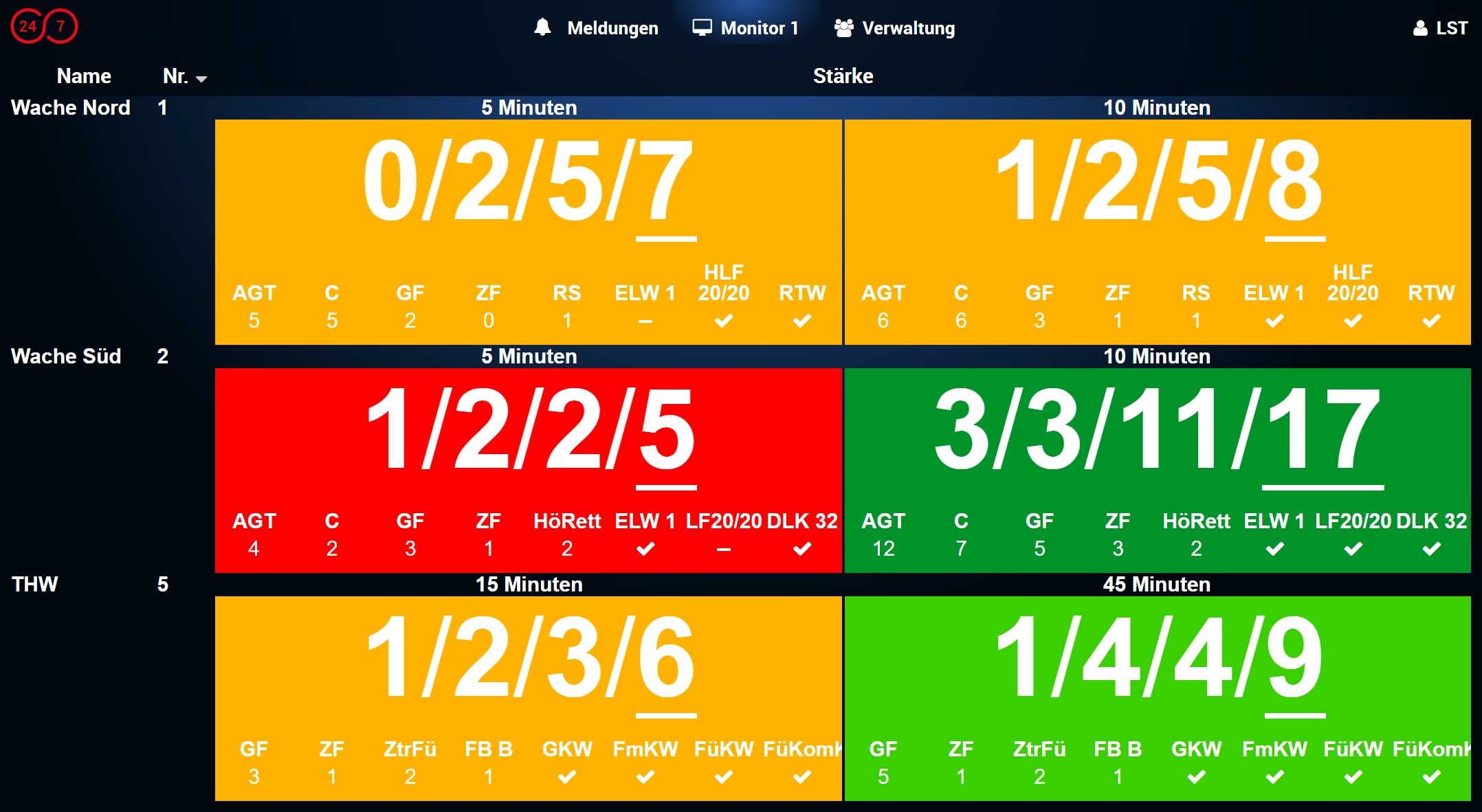
Übersichtsmonitor einer Leitstelle mit den taktischen Stärken der verschiedenen Einheiten.

In Ländern, bei denen Smartphones zunehmend verwendet werden, werden diese in Kombination mit speziellen Apps immer interessanter für den Bereich der Alarmierung von Einsatzkräften. Durch die nahezu ständige Onlineverbindung können Einsatzkräfte ihren Status nicht nur reaktiv der Leitstelle mitteilen, sondern bereits im Vorfeld mittels App und teilweise mit GPS-Unterstützung. Übertragungsweg sind dabei verschlüsselte Internetverbindungen. Durch die Mitteilung der Verfügbarkeit im Vorfeld zu einem Einsatz hat die Leitstelle einen ständigen Überblick über ihre Einsatzkräfte. Gerade in Bereichen mit schlechter Tagesalarmsicherheit ist dies von besonderer Bedeutung.
Typische Funktionen solcher Systeme sind:
- Erfassung der Verfügbarkeit
- Auswertung und Darstellung der verfügbaren Einsatzkräfte
- Alarmierung der Einsatzkräfte über SMS, App, GSM-Pager
- Auswerten der Rückmeldungen von TETRA-Pagern
- Statistische Auswertungen für den Bereich der Bedarfsplanung
- Alarmmonitore in den Wachen und Unterkünften

## Analoges System

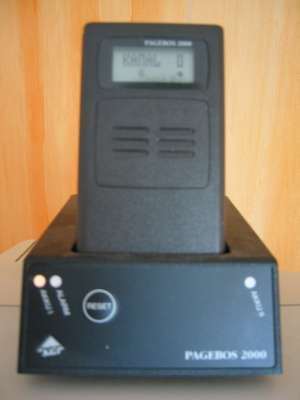
Funkmeldeempfänger – hier Niros Pagebos 2000

Die analogen Funkmeldeempfänger sind seit 1975 innerhalb der Bundesrepublik Deutschland einheitlich geregelt und empfangen auf der normalen Funkfrequenz einer Stadt beziehungsweise eines Landkreises. In Österreich sind die Frequenzen jeweils bundesländerweit geregelt. Die Alarmierung erfolgt über das Senden einer speziellen 5-Ton-Folge, bei der nacheinander fünf kurze Töne unterschiedlicher Frequenz (zwischen 1060 Hz und 2600 Hz) gesendet werden. Die Tonhöhe (also Frequenz) steht hierbei für eine Ziffer von 0–9, beziehungsweise ein Wiederholzeichen (damit nicht aufeinanderfolgend zweimal derselbe Ton gesendet wird).
Jede Feuerwehr hat für ihre Funkmeldeempfänger und Sirenen eine – oder auch mehrere – dieser Nummern zugeteilt bekommen. In Deutschland steht hierbei die erste Ziffer für das jeweilige Bundesland (6 = Niedersachsen, 7 = Nordrhein-Westfalen, 8 = Rheinland-Pfalz und Thüringen, 2 = Bayern etc.), die zweite Ziffer teilt ein gewisses Gebiet auf (beispielsweise Niedersachsen 61 XXX im Landkreis Göttingen), die drei weiteren Ziffern bestimmen die zu alarmierende Einheit (beispielsweise 61 320 → LK Göttingen → Stadt Duderstadt).
Zur Alarmierung wird diese Fünftonfolge der zu alarmierenden Feuerwehr von der Leitstelle, Polizei oder Feuerwehreinsatzzentrale (FEZ) über Funk (4-m-Band) gesendet, gefolgt von einer Durchsage, meist über die Art des Einsatzes. Über entsprechende Alarmierungspläne ist es den Feuerwehren möglich, je nach Art des Einsatzes zu bestimmen, welche Fünftonfolgen gesendet werden, um somit die Alarmierung der Einsatzkräfte an die Sachlage anzupassen. Von manchen Leitstellen wird nach der Fünftonfolge vor der Durchsage erst noch ein so genannter Kanalbelegungston gesendet. Um eine Sirene auszulösen, folgt üblicherweise anstelle der Durchsage ein Doppelton (Ziffern 7 und 4 gleichzeitig). Dieser charakteristische Brummton löst über einen sogenannten Fernwirkempfänger die Sirene aus.

### FMS-Alarmierung
Eine weitere Alarmierungsart im analogen Netz ist die Alarmierung über das in Deutschland verwendete Funkmeldesystem (FMS).
Hier sendet die für die Alarmierung der Feuerwehr zuständige Leitstelle einen bestimmten Status an eine FMS-Codierung, die als Fahrzeug aber nicht existiert. Die FMS-Codierung wird aus Sicherheitsgründen zweimal gesendet: falls es Empfangsprobleme gibt, wird die Empfangswahrscheinlichkeit erhöht. Dadurch entsteht das zweimalige Knacken im Funk, welches aber eine kurze Pause von etwa einer Sekunde beinhaltet.
Die auf die entsprechende FMS-Kennung codierten analogen Funkmeldeempfänger werten diesen Status aus. Sollte die entsprechende Codierung als Alarmschleife auf diesem Melder aufgeschaltet sein, gibt er einen Piepton (vom Modell abhängig) aus. Zusätzlich wird auf einem kleinen Display der von der FEL gesendete Buchstabe angezeigt, welcher zur Unterscheidung der Alarmierung dient. Zum Beispiel könnte ein -E- für einen normalen Einsatz stehen, -U- für einen Einsatz der Tauchergruppe (wenn vorhanden), ein -A- für einen Einsatz der Kreis-/Stadtfeuerwehrbereitschaft.
Dieses Verfahren ist aber nicht sehr verbreitet. Es wird unter anderem von der Leitstelle im Emsland für die Alarmierung der Hilfsorganisationen eingesetzt. Es gibt auch nur zwei Funkmeldeempfängertypen, die den Alarm empfangen können: der BOSCH FME-88 und der Motorola SKYFIRE 4.

## POCSAG-System

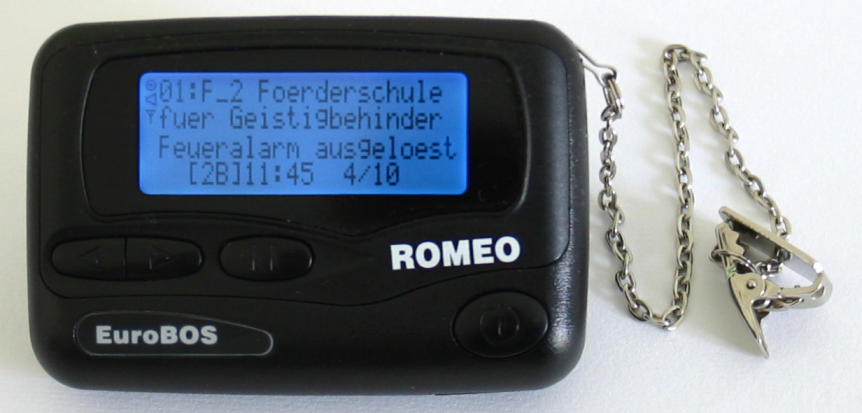
Ein DME der Feuerwehr mit Befestigungskette. Gezeigt wird der erste Eintrag („01“) von mehreren speicherbaren: Feueralarm der Stufe 2 („F 2“) mit Angaben zum Einsatzort und dem Ereignis bzw. der Art der Alarmauslösung sowie Zeit und Datum (4. Oktober)

Die POCSAG-Alarmierung wird im 70-cm- und im 2-m-Oberband nach dem so genannten POCSAG-Protokoll realisiert. Somit wird der BOS-Fahrzeug-Sprechfunkverkehr im 4-m-Band nicht durch die Alarmierungen belastet. Zum Empfang benötigt man einen digitalen Meldeempfänger. Der Alarm wird entweder in Form von einem Einsatzstichwort (zum Beispiel „Brandalarm“) oder in Form von präzisen Textnachrichten (Einsatzort, Ereignis, …) übertragen, so dass Rückfragen entfallen und die Einsatzkräfte wertvolle Zeit sparen. Es können auch gezielt nur bestimmte Gruppen alarmiert werden. So muss für den Einsatz einer Drehleiter nicht der gesamte Löschzug alarmiert werden. Weiterhin bietet die POCSAG-Alarmierung eine bessere Übertragungs- und Empfangsbereitschaft, zum Beispiel in Gebäuden. Im Gegensatz zur digitalen Alarmierung im 2-m-Band ist die digitale Alarmierung im 70-cm-Band deutschlandweit verfügbar und dementsprechend auslandskoordiniert, sie wird kommerziell zurzeit nur von eMessage angeboten.
Trotz der Bezeichnung „digitale Alarmierung“ findet die Übertragung auf einem analogen Funkkanal statt, es werden lediglich digitale Signale übertragen, ähnlich wie bei einem Fax-Gerät. Somit handelt es sich bei der POCSAG-Alarmierung nicht um Digitalfunk im eigentlichen Sinne.

## SMS-Alarmierung

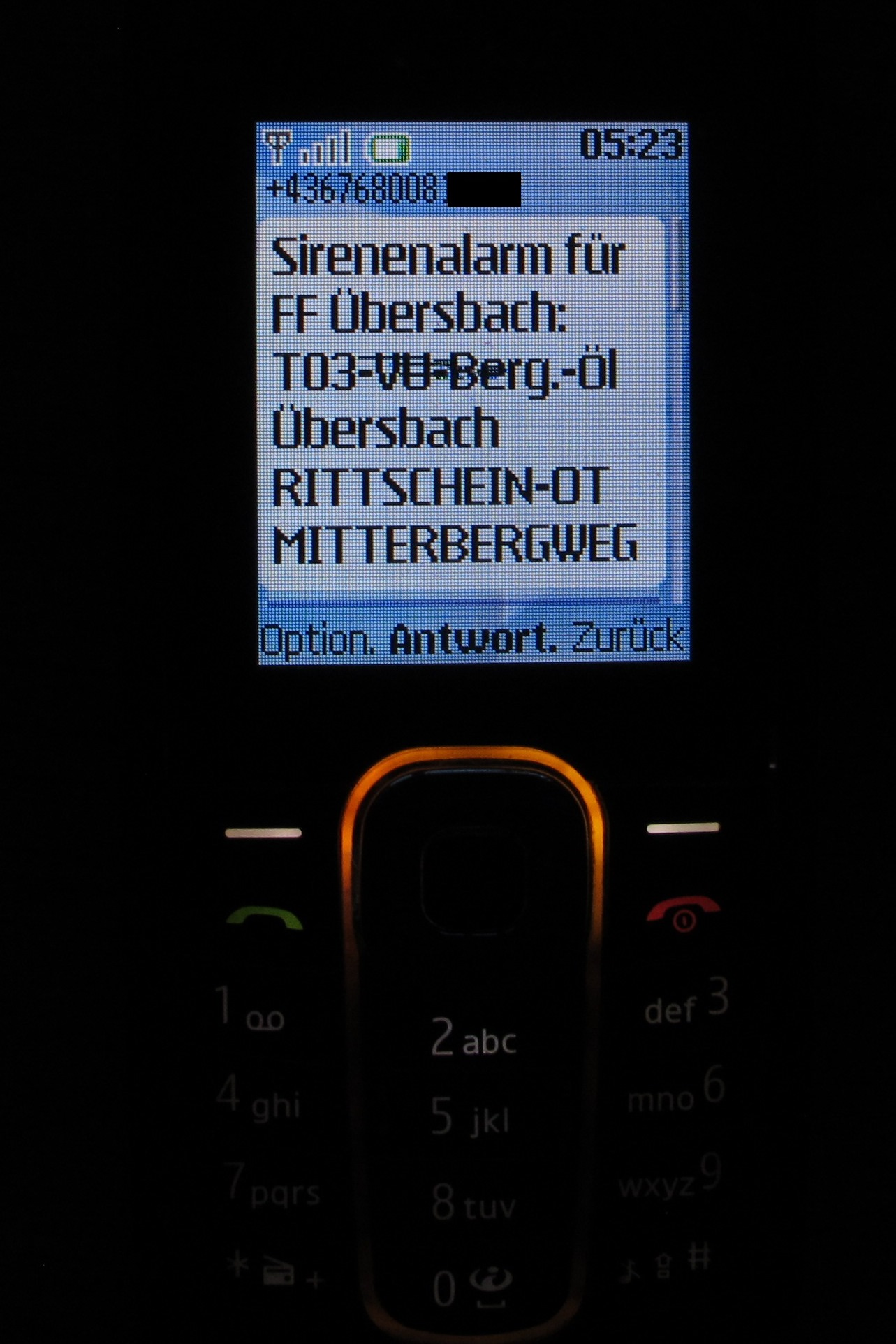
Beispiel SMS-Alarmierung

Eine relativ neue Methode alarmiert die Feuerwehrangehörigen durch eine SMS-Mitteilung auf ihr Mobiltelefon. Ein Vorteil ist, dass es sich um eine vergleichsweise kostengünstige Methode handelt, da die Infrastruktur und die Endgeräte meist vorhanden sind. Ein weiterer Vorteil hierbei ist die höhere Reichweite, da andere Alarmierungssysteme wie Sirene oder Funkmeldeempfänger aufgrund unterschiedlicher Funkkanälen nicht außerhalb eines Landkreises funktionieren. Nachteil ist, dass SMS ein Best-Effort-Service ist, das heißt, es kann mehrere Stunden dauern, bis eine „Alarm“-Nachricht ankommt, oder sie kann sogar ganz verloren gehen. Zwar sieht die Mobilfunknetz-Architektur prinzipiell auch dort eine Lösung vor (Priority-SMS), mit der Alarm-SMS ohne Zeitverzögerung zugestellt werden sollen. Jedoch ist Priority-SMS kein definierter Standard und funktioniert deshalb meist nur, wenn Sender und Empfänger beim selben Provider sind. Ein weiterer Nachteil ist, dass bei Stromausfall die Mobilfunksender auch nur eine beschränkte Zeit eine Notstromversorgung haben, und dann ein Mobilfunknetz nicht mehr zur Verfügung steht. Dies hat sich vor allem im Katastropheneinsatz wie bei Hochwasser, dem Orkan Kyrill oder dem Strom-Blackout im November 2006 als extrem nachteilig herausgestellt. In Deutschland besitzt die SMS-Alarmierung keine Zulassung nach der TR-Richtlinie BOS und kann allenfalls als Zusatzalarmierung zu einer vorhandenen Primäralarmierung genutzt werden. Deshalb wird diese Methode, wenn es finanziell für die einzelne Feuerwehr möglich ist, auch nur als Zusatzalarmierung oder als Benachrichtigung verwendet. Im Falle von Katastrophen oder Großschadensereignissen ist der Einsatz von Mobiltelefonen laut Studie The Role of Mobiles in Disasters and Emergencies der weltweit führenden Industrievereinigung im Mobiltelefoniebereich, GSM MoU, vom Dezember 2005 nicht geeignet. (Die Studie bezieht sich allerdings nur auf die Alarmierung der breiten Öffentlichkeit bei Großschadensereignissen, z. B. einem Tsunami.)

## Alarmierung über öffentliche Mobilfunknetze

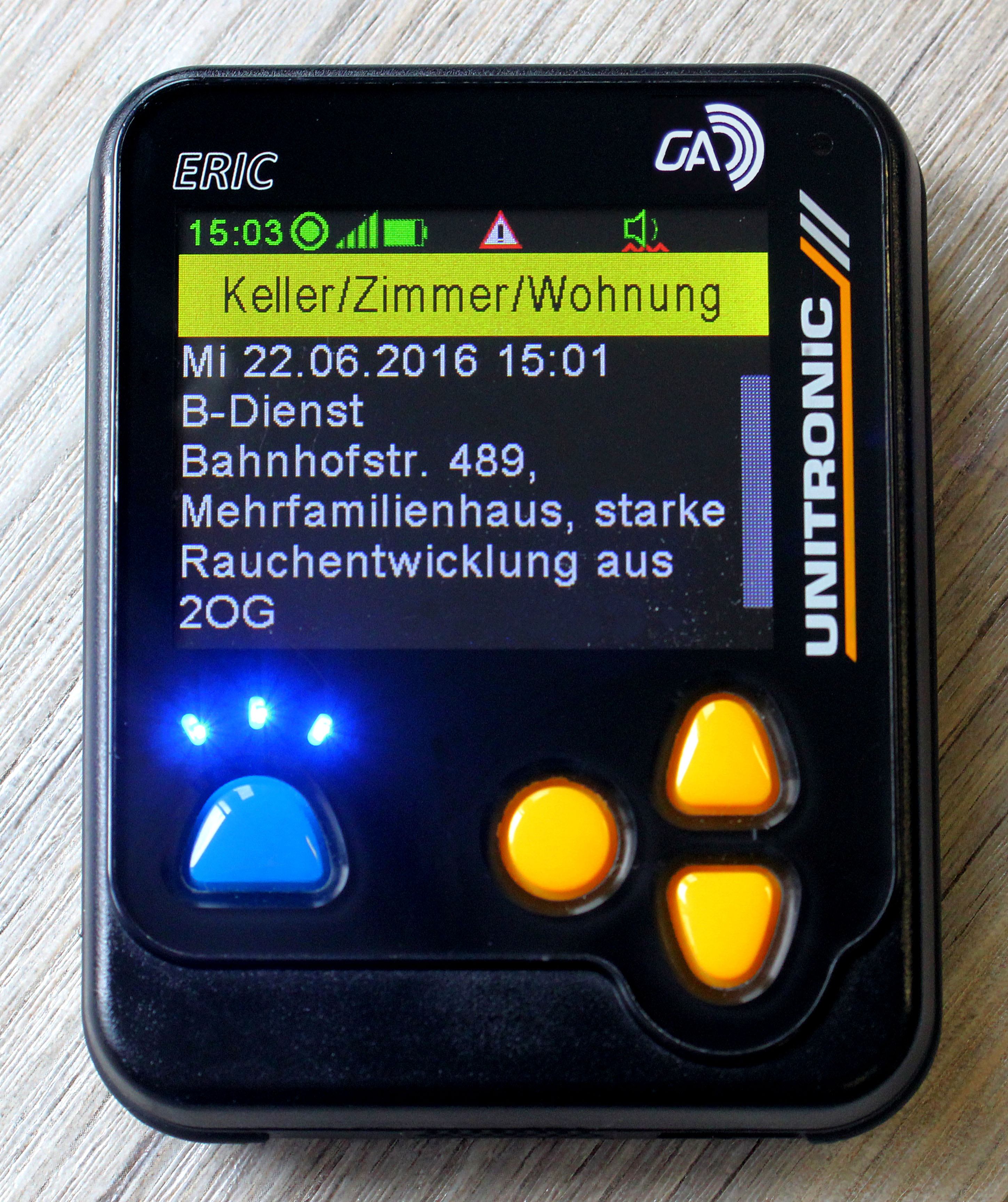
ERIC-Pager der Fa. Unitronic im GroupAlarm Layout

Beim Landkreis Emsland ist seit Mitte September 2018 erstmals ein digitales System auf Basis der öffentlichen Mobilfunknetze zur Primäralarmierung von Feuerwehren und Rettungsdiensten im Einsatz. Genutzt wird dort der webbasierte Alarmserver GroupAlarm mit den GSM-basierten digitalen ERIC-Pager der Firma Unitronic. Der Anbieter unterhält dafür eigens redundante Verbindungen zu den M2M-Plattformen der Deutschen Telekom und Vodafone. Der Pager bedient sich dank Dual-SIM-Lösung mit Roaming nicht nur aller deutschen, sondern auch aller benachbarten ausländischen Mobilfunknetze, was eine in umfangreichen Tests nachgewiesene, extrem sichere Netzabdeckung zur Folge hat. Die Kommunikation erfolgt über gesicherte IP-Verbindungen auf Basis eines vom Hersteller patentierten Protokolls. Das System garantiert eine durchgängige Verschlüsselung, Redundanzen in der Erreichbarkeit sowie sehr hohe Ausfallsicherheit durch Nutzung sämtlicher verfügbarer Mobilfunknetze im In- und Ausland sofern GPRS über GSM (2G) noch nicht abgeschaltet wurde.

## Alarmanzeigen

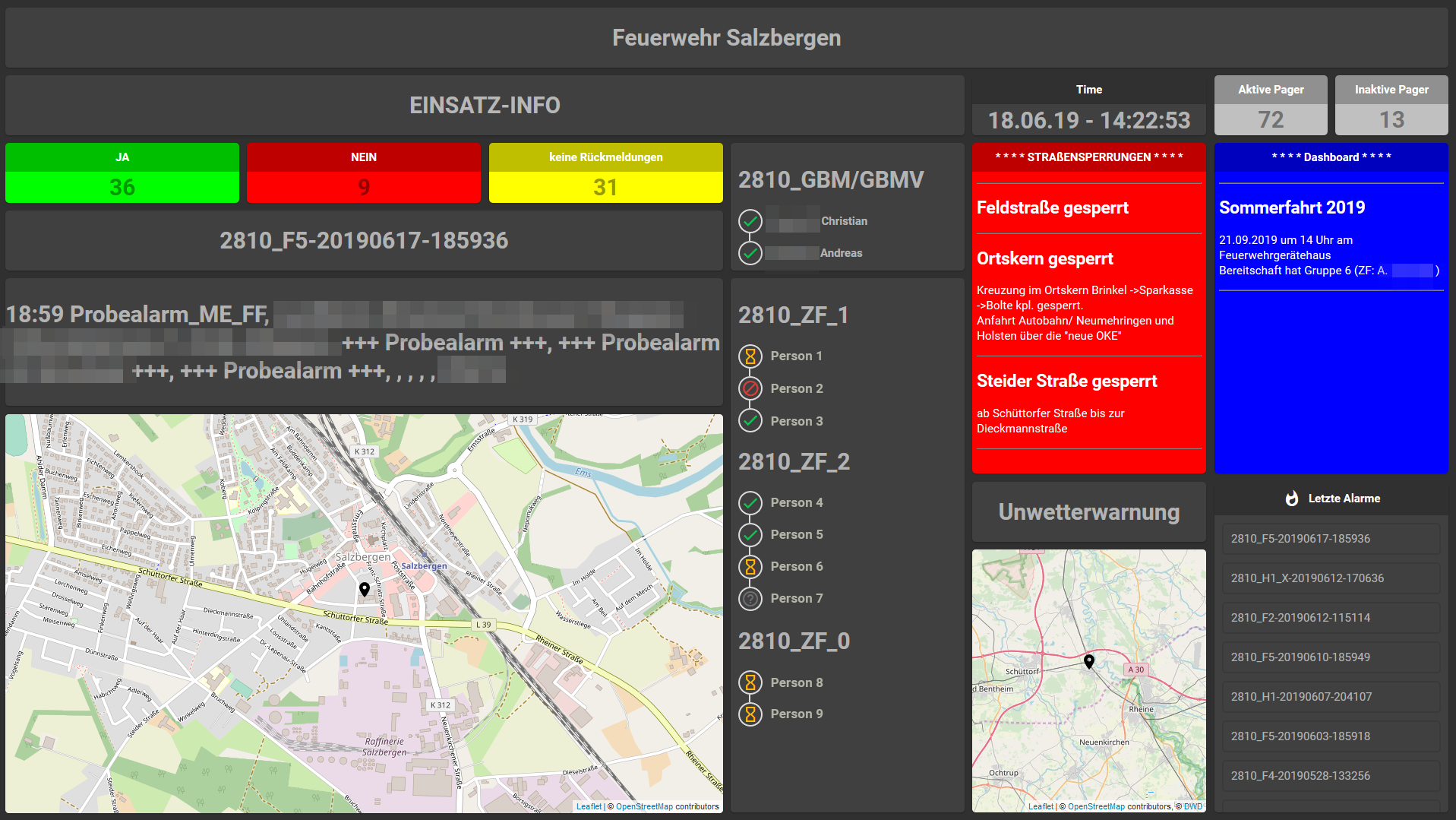
Alarmmonitor GroupAlarm für BOS

Mit Einzug der digitalen Technik bei den Feuerwehren und den Hilfsorganisationen haben sich auch sogenannte „Alarmmonitore“ in den Unterkünften durchgesetzt. Computer- und softwaregesteuert wird den alarmierten Einsatzkräften der Einsatzort und Zusatzinformationen, wie z. B. eine Anfahrtsbeschreibung, die alarmierten Fahrzeuge und Personen sowie deren Verfügbarkeit dargestellt und somit der Ablauf des Ausrückens optimiert. Je nach System enthalten die Anzeigen auch Hinweise zu fehlender Ausrüstung, Wetterdaten oder wichtige Termine.

## Historisches
Schon als es noch keine organisierten Feuerwehren gab, wurden die Bewohner bei einem Feuer alarmiert. So gab es in vielen Kirchtürmen eine spezielle Feuerglocke, die einen besonderen Klang hatte. Zusätzlich wurden auch auffällige Gegenstände wie bunte Körbe auf den Türmen aufgezogen, so dass man untertags schon von weitem sehen konnte, dass Feueralarm ausgegeben wurde. So genannte Feuerreiter schlugen mittels einer Trompete Alarm.
In vielen Ortschaften des Herzogtums Nassau hatten Anfang des 19. Jahrhunderts bei Wahrnehmung eines Brandes der Lehrer des Ortes Sturm zu läuten und der Ausschusstambour Alarm zu schlagen.
Auch zu Zeiten der Sirenenalarmierung gab es schon verschiedene Möglichkeiten einer stillen Alarmierung, beispielsweise mit einer Glockenleitung (auch Weckerlinie genannt), die in die Wohnung der einzelnen Feuerwehrmänner führte. Später wurden diese Leitungen durch eine Rundsteueranlage abgelöst, die keine eigene Verkabelung benötigte. Bei diesem stillen Alarm waren keine Durchsagen möglich.